# Groupe infini
Un groupe infini est, en théorie des groupes, un groupe dont l'ensemble sous-jacent (de) contient une infinité d'éléments, c'est-à-dire un groupe d'ordre infini.

## Exemples
- Les groupes libres à au moins un générateur — en particulier le groupe (Z, +) des entiers relatifs muni de l'addition — sont infinis.
- Les groupes de Lie — en particulier le groupe (R, +) des réels muni de l'addition — sont infinis.
- Le groupe général linéaire de degré n > 0 sur un corps infini est infini.